# Wagensteigbach
Der Wagensteigbach ist der 17,4 km lange, rechte und nördliche Quellfluss der Dreisam im Mittleren Schwarzwald, der im baden-württembergischen Landkreis Breisgau-Hochschwarzwald verläuft.

## Name
Andersherum als üblich ist beim Wagensteigbach der Fluss nach dem Tal benannt, der Wagensteige, die früher ein wichtiger Übergang über den Schwarzwald war, bis die Straße durch das Höllental, die heutige B 31, besser ausgebaut werden konnte.

## Geographie

### Verlauf
Der Wagensteigbach entspringt als Erlenbach im Naturpark Südschwarzwald im Gemeindegebiet von St. Märgen im Bereich des historischen Gebirgsüberganges zwischen Hohle Graben und Turner. Die höchste Quelle liegt in einer Höhe von 1015 m ü. NN beim Christenmartinshof. Das Tal senkt sich allmählich in den Südteil der grünlandreichen Hochebene um St. Märgen ein und ist an den steileren Hängen bewaldet. Ab dem Weiler Holzschlag wird der Bach Holzschlagbach genannt. Südlich von St. Märgen erreicht die L 128 in Serpentinen den Talgrund des Wagensteigtales, das hier eine Tiefe von rund 250 Metern hat. Ab der Einmündung des Schweigbrunnenbaches nimmt der Bach den Namen Wagensteigbach an. Fortan fließt der Wagensteigbach in südwestlicher Richtung durch Wagensteig (nordöstlicher Gemeindeteil von Buchenbach). In rascher Folge münden von Osten her die in steilen und engen Tälern verlaufenden Nebenbäche Spirzenbach (mit der Straße Freiburg–Furtwangen), Griesdobelbach und Diezendobelbach ein.
Ab Buchenbach tritt der Wagensteigbach in einer Höhe von 450 m ü. NN in das Zartener Becken aus und wendet sich nach Nordwesten. Hier wird er vom großen Schwemmfächer des Rotbaches an den Nordrand gedrängt und nimmt dann nahe dem Buchenbacher Ortsteil Wiesneck, auf ca. 415 m ü. NN, seinen größten Nebenfluss auf, den von Nordosten kommenden Ibenbach, dessen Quelle sich zwischen St. Märgen und St. Peter befindet.
Nachdem der Wagensteigbach den nördlichen Ortsrand von Burg (östlicher Gemeindeteil von Kirchzarten) passiert hat, vereinigt er sich zwischen dem Kernort von Kirchzarten und dem Stegener Ortsteil Unterbirken nahe der Brücke der L 127 auf 377 m ü. NN mit dem Rotbach zur Dreisam.

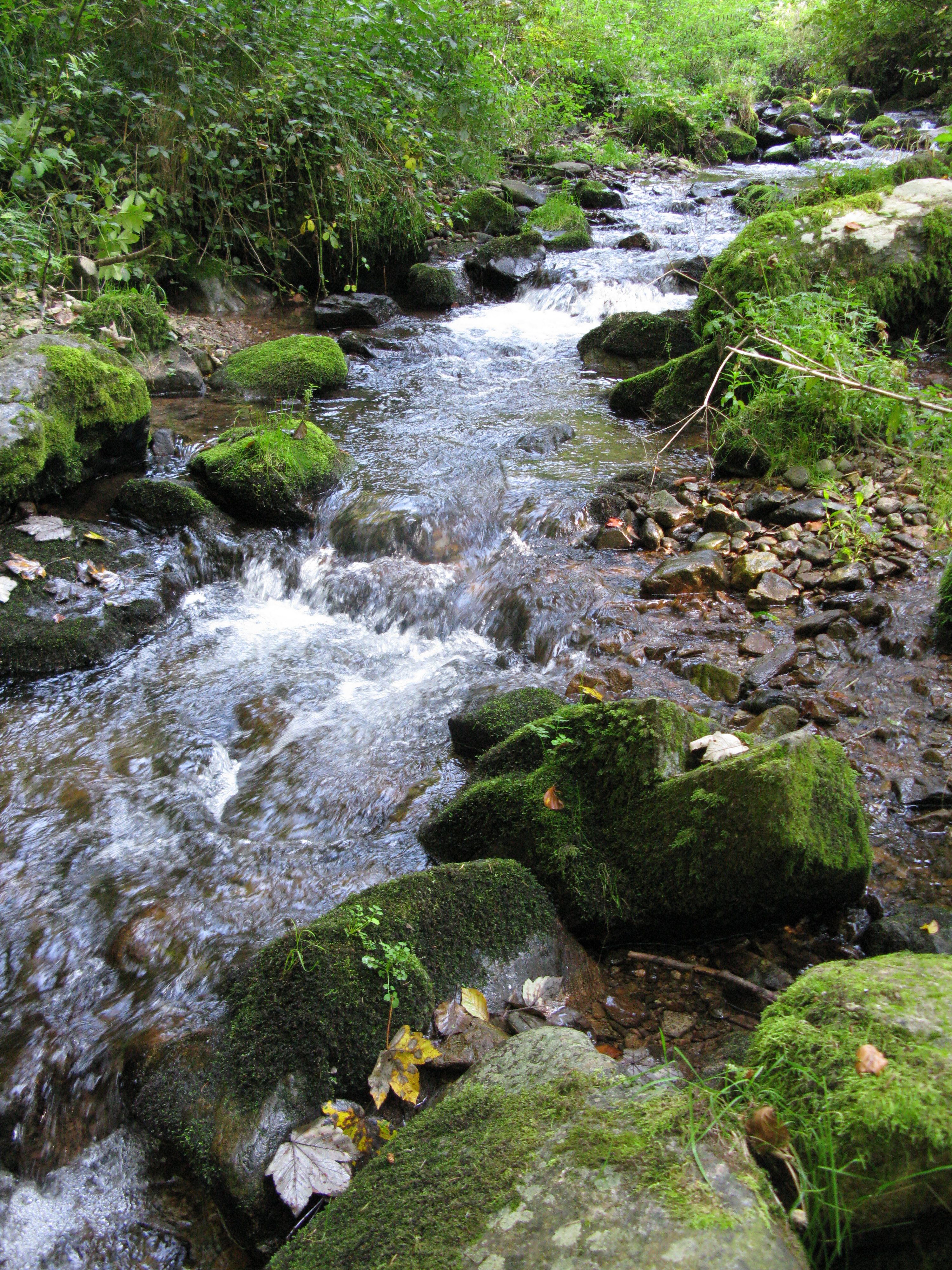
Holzschlagbach
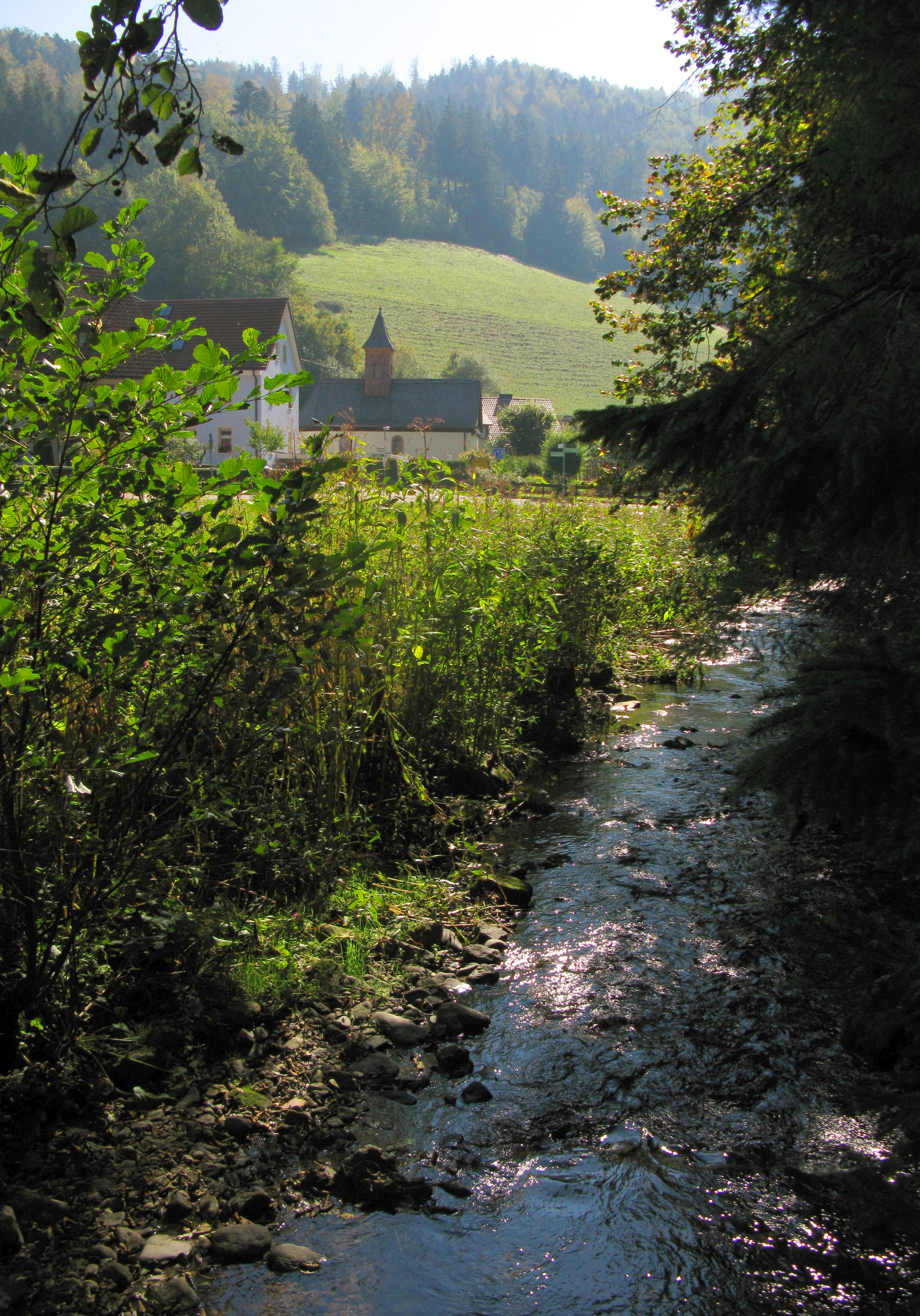
Wagensteigbach mit St. Nikolauskapelle in Wagensteig
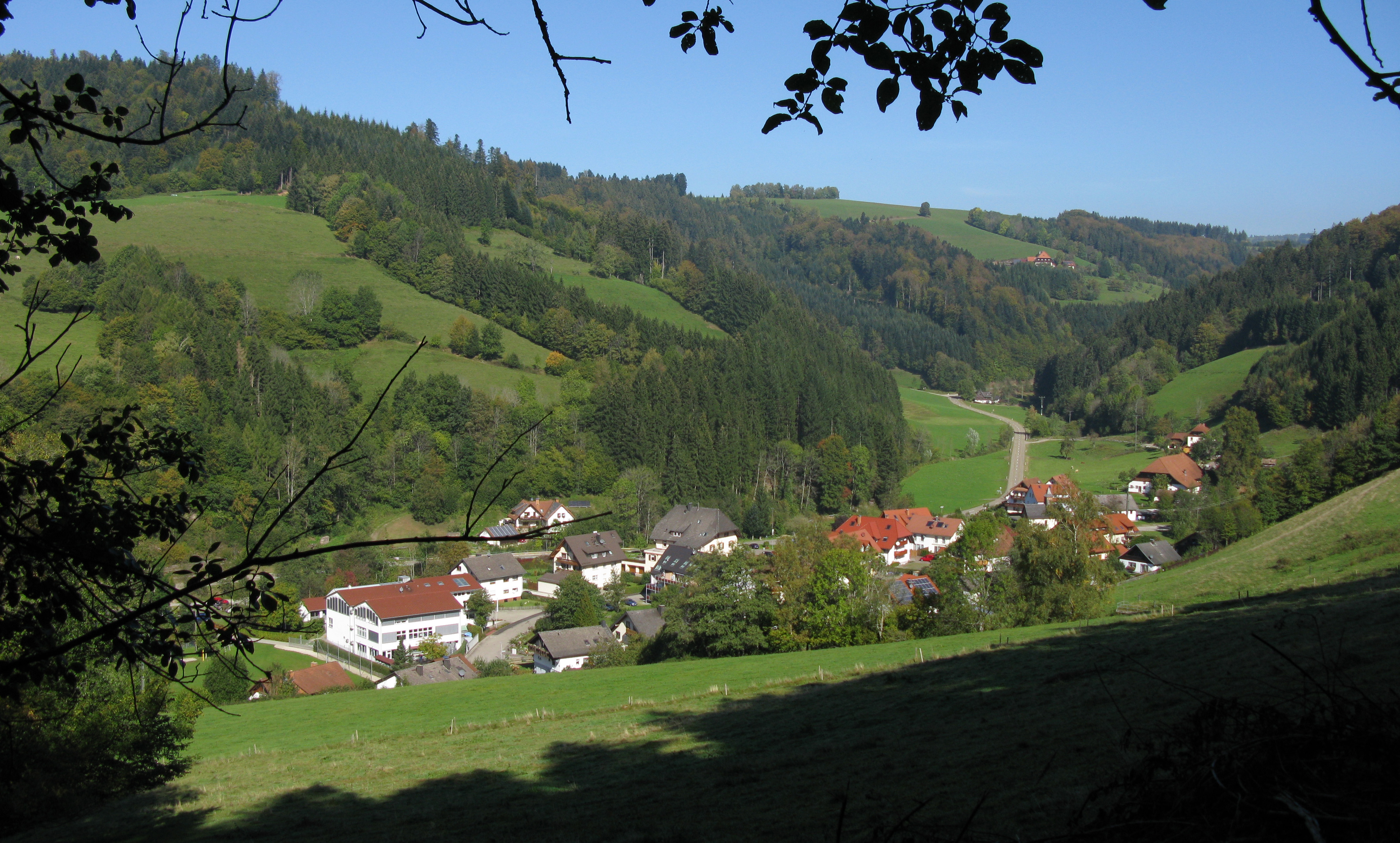
Wagensteigtal beim Dörfle

### Zuflüsse
- Erlenbach (Holzschlagbach) (rechter Quellbach, Hauptstrang), 11,8 km, 16,54 km², 0,52 m³/s
- Schweigbrunnenbach  (linker Quellbach, Nebenstrang), 3,8 km, 4,06 km², 0,12 m³/s
- Hauridobelbach (rechts), 1,8 km
- Häusledobel(bach)  (rechts), 0,8 km
- Herrenbächle (links), 2,1 km
- Saierdobel(bach) (rechts), 1,3 km
- Spirzenbach (links), 6,9 km, 12,80 km², 0,38 m³/s
- Griesdobelbach (links), 4,3 km, 4,94 km², 0,14 m³/s
- Diezendobelbach (links), 3,7 km, 3,73 km², 0,11 m³/s
- Pfaffendobelbach (links), 1,9 km
- Ibenbach (Ibentaler Bach) (rechts), 11,0 km, 18,93 km², 0,49 m³/s